# Diprohalon
Diprohalon je GABAergik hinazolinonske klase i analog je metahalona koji je razvio tim u preduzeću Nogentaise de Produits Chimique tokom kasnih 1950-ih godina. Bio je u prodaji prvenstveno u Francuskoj i nekim drugim evropskim zemljama. On ima sedativne, anksiolitičke, antihistaminske i analgetičke osobine, koje su rezultat njegove agonističke aktivnosti na β podtipu GABAa receptora, antagonističke aktivnosti na svim histaminskim receptorima, inhibicije enzima ciklooksigenaze-1, i mogućeg agonističkog delovanja na sigma-1 receptoru i sigma-2 receptoru (funkcija ovih receptora i njihov klinički značaj još nisu potpuno izučeni). Diprohalon se prvenstveno koristi za lečenje inflamatornog bola povezanog sa osteoartritisom i reumatoidnim artritisom i ređe za lečenje nesanice, anksioznosti i neuralgije.
Diprokvalon je jedini analog metahalona koji je još uvek u širokoj kliničkoj upotrebi, zbog svojih korisnih antiinflamatornih i analgetičkih efekata pored sedativnog i anksiolitičkog delovanja uobičajenog za druge lekove ove klase. Još uvek postoji zabrinutost u vezi sa potencijalom diprohalona za zloupotrebu i predoziranje. Stoga se ne prodaje kao čist lek, već samo kao kamfosulfonatna so u kombinovanim smešama sa drugim lekovima kao što je etenzamid.

## Sinteza
Reakcija između izatoičnog anhidrida [118-48-9] (1) i trietil ortoacetata [78-39-7] u prisustvu amonijum acetata daje 2-metil-4-hinazolon [1769-24-0] (2). Alkilacijom laktonskog azota sa glicidolom [556-52-5] (4) dobija se diprokvalon (5).

## Osobine
Diprohalon je organsko jedinjenje, koje sadrži 12 atoma ugljenika i ima molekulsku masu od 234,251 .
| Osobina                  | Vrednost |
| ------------------------ | -------- |
| Broj akceptora vodonika  | 4        |
| Broj donora vodonika     | 2        |
| Broj rotacionih veza     | 3        |
| Particioni koeficijent ( | -0,0     |
| Rastvorljivost (logS, log(mol/L))       | -1,5     |
| Polarna površina (PSA, Å2)  | 73,1     |

## Literatura
- Hardman JG, Limbird LE, Gilman AG (2001). Goodman & Gilman's The Pharmacological Basis of Therapeutics (10. изд.). New York: McGraw-Hill. ISBN 0071354697. doi:10.1036/0071422803.
- Thomas L. Lemke; David A. Williams, ур. (2007). Foye's Principles of Medicinal Chemistry (6. изд.). Baltimore: Lippincott Willams & Wilkins. ISBN 0781768799.